# Maestrazgo
Maestrazgo (katalánsky Maestrat) je přírodní a historický region na východě Španělska. Náleží k provincii Teruel (Aragonie) a k provincii Castellón (Valencijské společenství). Historickým centrem je město Sant Mateu.
Maestrazgo je hornatý kraj, kam zasahují nejvýchodnější výběžky Iberského pohoří. Nejvyšším vrcholem je Penyagolosa (1813 m n. m.). Region patří do povodí řeky Turia. Žije zde kozorožec iberský, muflon a orlosup bradatý, řeky oplývají rybami.
V oblasti byly nalezeny jeskynní malby o stáří okolo 25 000 let, zařazené k lokalitě světového dědictví Skalní umění ve Středomořské pánvi na Pyrenejském poloostrově. Ve starověku oblast obývali Ilerkavonové. Název Maestrazgo pochází od slova „maestre“, protože oblast byla pod správou velmistrů rytířských řádů (Řád templářů, Suverénní řád Maltézských rytířů a Řád rytířů z Montesy). Region byl významným bojištěm karlistických válek i španělské občanské války. Ken Loach zde natáčel film Země a svoboda.
Tradičně chudý a řídce osídlený region se rozvíjí díky turistickému ruchu. Maestrazgo nabízí příležitosti pro vysokohorskou turistiku a extrémní sporty, množství historických památek i naleziště dinosaurů nedaleko městečka Morella.